# Chrysosplenium oppositifolium
La hepática dorada o saxífraga dorada (Chrysosplenium oppositifolium) es una planta de la familia de las saxifragáceas.

## Descripción
Planta vivaz con tallos ramificados, angulosos, rastreros y enraizantes. Hojas opuestas, con cortos peciolos, más largos en las inferiores que en las superiores. Limbo orbicular o arriñonado, con pelos erizados por ambas caras, con el margen levemente sinuoso, truncadas o algo cuneiformes en la base. Flores en racimos corimbiformes, amarillentos debido al color externo del cáliz, que está formado por 4 lóbulos soldados en parte al receptáculo. Carece de corola. 8 estambres y 2 estilos. Florece en primavera y principios del verano.

## Hábitat
Lugares húmedos, sombríos y rocosos, junto a manantiales y arroyos.

## Distribución
En Europa Occidental y Central: Bélgica, Gran Bretaña, República Checa, Dinamarca, Irlanda, Suiza, Holanda, España, Italia, Portugal, Noruega, Polonia.